# Liên đoàn bóng đá Bờ Biển Ngà
Liên đoàn bóng đá Bờ Biển Ngà (tiếng Pháp: Fédération ivoirienne de football) là tổ chức quản lý, điều hành các hoạt động bóng đá ở Bờ Biển Ngà. Liên đoàn quản lý đội tuyển bóng đá quốc gia Bờ Biển Ngà, tổ chức các giải bóng đá như vô địch quốc gia và cúp quốc gia. Hiệp hội bóng đá Bờ Biển Ngà gia nhập CAF năm 1960 và FIFA năm 1961.

## Biểu trưng của liên đoàn

trước năm 2010
2010-nay